# Villa La Decina

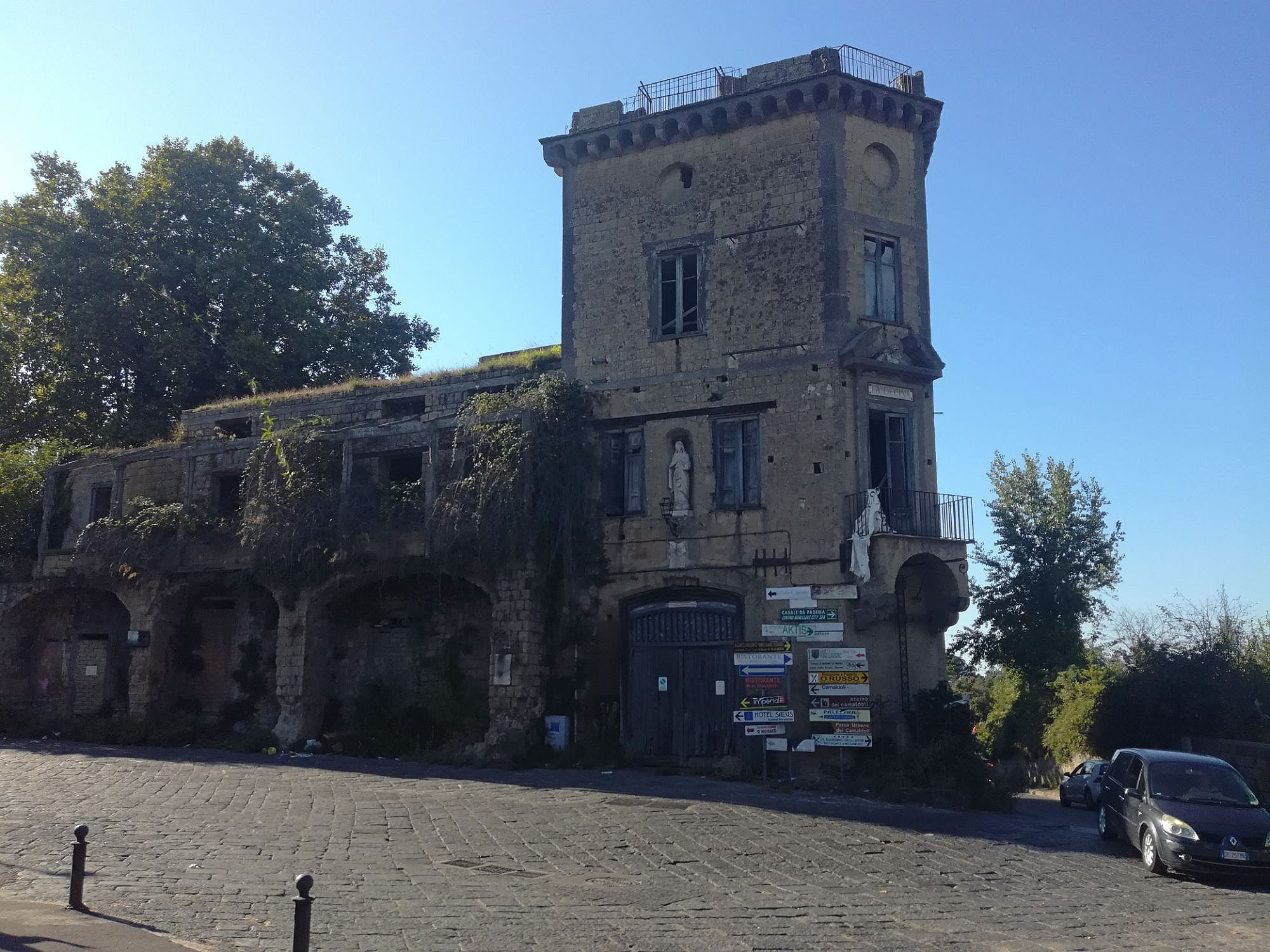
Villa La Decina in Neapel

Die Villa La Decina ist ein Landhaus aus dem 18. Jahrhundert im Viertel Chiaiano von Neapel in der italienischen Region Kampanien. Sie liegt in der Via Camillo Guerra.

## Geschichte
Das Gebäude erhielt seinen Namen von einer Eiche, die „Decina“ oder „Regina“ (dt.: Königin) genannt wurde und in seinem weitläufigen Garten, oder besser Wäldchen, stand. Es wurde in der ersten Hälfte des 18. Jahrhunderts errichtet und bildet zusammen mit dem Komplex Eremo dei Camaldoli und dem alten Siedlungskern der Markgrafen Verusio das einzige Zeugnis aus dieser Zeit in der gesamten Gegend.
Im 19. Jahrhundert war das Landhaus im Eigentum des Malers Camillo Guerra und gehört auch heute noch dessen Familie. Der Künstler verlieh dem Haus einen original eklektischen Stempel, der auch heute noch zu sehen ist.

## Beschreibung
Das Gebäude, das von Dante Tassotti projektiert wurde, zeigt ein stark bäuerliches Aussehen mit doppelter Struktur und einem Turm, der durch Bogenfriese gekennzeichnet ist, Balkonen an den Ecken und einem katalanischen Portal. Neben ihm zeichnet sich der andere Baukörper durch elliptische Bögen und eine darüber liegende Vorhalle aus. Das Gebäude wurde vorwiegend aus Tuffstein gebaut, auch lassen sich einige Teile in Piperno erkennen. Heute befindet sich die weitläufige Anlage im Zustand des Verfalls.
Die Anlage wird direkt von der Soprintendenza per i Beni Ambientali e Architettonici di Napoli e Provincia mit der folgenden Motivation betreut:
„Es handelt sich um ein altes Gebäude, dessen heutiges Aussehen unter Beibehaltung traditioneller Merkmale eine bedeutende Referenz für die neapolitanische Architektur aus dem Beginn des 20. Jahrhunderts und für die kulturelle Entwicklung des architektonischen Werks des Erbauers (Ing. Camillo Guerra) darstellt. Integraler Teil des Gebäudes ist der angrenzende kleine Park, der durch hohe Bäume, darunter Arten, die typisch für die Gegend sind, gekennzeichnet ist.“